# أبريليا
أبريليا (بالإيطالية: Aprilia)‏ مدينة وسط إيطاليا، في مقاطعة لاتينا ضمن إقليم لاتسيو، تبعد عن العاصمة روما 40 كم، وعن لاتينا 26 كم، و16 كم عن مدينتي أنسيو ونيتونو الساحليتان المتجاوتان، أنشئت في العهد الفاشي وافتتحت في 29 أكتوبر 1937 م، سكانها 63.830 نسمة.

## السكان
تطور النمو السكاني لـ أبريليا

## توأمة
لأبريليا اتفاقيات توأمة مع كل من:
- تولتشيا
- Mostardas [الإنجليزية]‏
- بوجا
- مونتوريو أل فومانو
- بن عروس
- شاكا
- سينجولي

## أعلام
- ثيوبالد باومان